# 皮德斯塔夫基 (利維夫州)
50°2′3″N 24°43′19″E / 50.03417°N 24.72194°E
皮德斯塔夫基（烏克蘭語：Підставки），是烏克蘭西部的村莊，隸屬利維夫州的佐洛奇夫區。該村面積0.15平方公里，海拔高度235米，2001年人口200，人口密度每平方公里1,351.35人。